# Episodi de La fantastica signora Maisel (prima stagione)
La prima stagione della serie televisiva La fantastica signora Maisel (The Marvelous Mrs. Maisel), composta da 8 episodi, è stata resa disponibile negli Stati Uniti su Amazon Prime Video il 29 novembre 2017, mentre il primo episodio è stato pubblicato il 17 marzo sempre dello stesso anno.
In Italia la stagione è stata pubblicata in lingua originale il 29 novembre 2017, sempre da Prime Video, mentre in italiano è stata resa disponibile il 26 gennaio 2018.
| n° | Titolo originale                             | Titolo italiano                   | Pubblicazione USA | Pubblicazione Italia |
| -- | -------------------------------------------- | --------------------------------- | ----------------- | -------------------- |
| 1  | Pilot                                        | Pilot                             | 17 marzo 2017     | 26 gennaio 2018      |
| 2  | Ya Shivu v Bolshom Dome Na Kholme            | Ya Shivu v Bolshom Dome Na Kholme | 29 novembre 2017  | 26 gennaio 2018      |
| 3  | Because You Left                             | Perché te ne sei andato           | 29 novembre 2017  | 26 gennaio 2018      |
| 4  | The Disappointment of the Dionne Quintuplets | La delusione dei gemelli Dionne   | 29 novembre 2017  | 26 gennaio 2018      |
| 5  | Doink                                        | Doink                             | 29 novembre 2017  | 26 gennaio 2018      |
| 6  | Mrs. X at the Gaslight                       | La Signora X al Gaslight          | 29 novembre 2017  | 26 gennaio 2018      |
| 7  | Put That On Your Plate!                      | Mettilo sul piatto!               | 29 novembre 2017  | 26 gennaio 2018      |
| 8  | Thank You and Good Night                     | Grazie e buonanotte               | 29 novembre 2017  | 26 gennaio 2018      |

## Pilot
- Titolo originale: Pilot
- Diretto da: Amy Sherman-Palladino
- Scritto da: Amy Sherman-Palladino

### Trama
Manhattan, 1958. Miriam "Midge" Maisel è una casalinga soddisfatta dell'Upper West Side che si occupa di crescere i suoi due figli e di facilitare il sogno del marito senza talento di diventare un comico. Quando la sua realtà è minacciata dalla sua decisione di lasciarla per la sua segretaria, scopre ubriaca che lei stessa possiede un talento precedentemente non realizzato per la stand-up comedy.

## Ya Shivu v Bolshom Dome Na Kholme
- Titolo originale: Ya Shivu v Bolshom Dome Na Kholme
- Diretto da: Amy Sherman-Palladino
- Scritto da: Amy Sherman-Palladino

## Perché te ne sei andato
- Titolo originale: Because You Left
- Diretto da: Daniel Palladino
- Scritto da: Daniel Palladino

## La delusione dei gemelli Dionne
- Titolo originale: The Disappointment of the Dionne Quintuplets
- Diretto da: Amy Sherman-Palladino
- Scritto da: Amy Sherman-Palladino

## Doink
- Titolo originale: Doink
- Diretto da: Amy Sherman-Palladino
- Scritto da: Daniel Palladino

## La Signora X al Gaslight
- Titolo originale: Mrs. X at the Gaslight
- Diretto da: Scott Ellis
- Scritto da: Sheila Lawrence

## Mettilo sul piatto!
- Titolo originale: Put That On Your Plate!
- Diretto da: Daniel Palladino
- Scritto da: Daniel Palladino

## Grazie e buonanotte
- Titolo originale: Thank You and Good Night
- Diretto da: Amy Sherman-Palladino
- Scritto da: Amy Sherman-Palladino